# Miyun
Miyun är ett stadsdistrikt i Pekings storstadsområde i norra Kina. Det var tidigare ett härad men blev ett stadsdistrikt 2015.
Pekings viktigaste vattenkälla Miyunreservoaren är den största reservoaren i norra Kina och ligger centralt i Miyun. Kinesiska muren följer stora delar av distriktets norra och östliga gräns med kända sektioner som Baimapasset, Gubeikou, Jinshanling och Simatai.

## Administrativ indelning
Miyun är indelat i två stadsdelsdistrikt, 17 köpingar och ett område på sockennivå.
Stadsdelsdistrikt:
- Gulou (鼓楼街道)
- Guoyuan (果园街道)

Köpingar:

- Beizhuang (北庄镇)
- Bulaotun (不老屯镇)
- Dachengzi (大城子镇)
- Dongshaoqu (东邵渠镇)
- Fengjiayu (冯家峪镇)
- Gaoling (高岭镇)
- Gubeikou (古北口镇)
- Henanzhai (河南寨镇)
- Jugezhuang (巨各庄镇)
- Miyun (密云镇)
- Mujiayu (穆家峪镇)
- Shicheng (石城镇)
- Shilipu (十里堡镇)
- Taishitun (太师屯镇)
- Xinchengzi (新城子镇)
- Xitiangezhuang (西田各庄镇)
- Xiwengzhuang (溪翁庄镇)

Område på sockennivå:
- Tanying (檀营地区) - etniskt område för manchuer och mongoler